# Edgar McCloughry
Edgar James Kingston-McCloughry (10 de Setembro de 1896 – 15 de Novembro de 1972), nascido Edgar James McCloughry, foi um piloto de caças australiano e ás da aviação na Primeira Guerra Mundial. Durante a Segunda Guerra Mundial, foi um oficial de alta patente. Abateu 21 aeronaves e balões militares durante a primeira guerra, fazendo dele o sexto maior às da aviação australiana. Ele também foi condecorado com a Cruz de Serviços Distintos e a Cruz de Voo Distinto.